# Hamada Emam
Hamada Emam (àrab: محمد يحيى الحرية إمام, Muḥammad Yaḥyà al-Ḥurriyya Imām, però conegut com a حمادة إمام, Ḥamāda Imām) (el Caire, 28 de novembre de 1943 - 9 de gener de 2016) va ser un futbolista egipci que jugava en la demarcació de davanter. Va ser el fill del també futbolista Yehia Emam, i el pare de Hazem Emam.

## Selecció nacional
Hamada Emam va jugar diversos partits amb la selecció de futbol d'Egipte, així com un partit amistós contra Brasil el 17 de maig de 1963, dos amistosos contra Alemanya Oriental el 20 i el 24 de gener de 1967, a més d'un partit de classificació per a la Copa Africana de Nacions de 1968 contra Líbia.

## Clubs
| Club       | País   | Any         | Partits | Gols |
| ---------- | ------ | ----------- | ------- | ---- |
| Zamalek SC | Egipte | 1957 - 1974 | 267     | 74   |

## Palmarès

### Campionats nacionals
| Títol                    | Club       | País   | Any  |
| ------------------------ | ---------- | ------ | ---- |
| Primera Divisió d'Egipte | Zamalek SC | Egipte | 1960 |
| Primera Divisió d'Egipte | Zamalek SC | Egipte | 1964 |
| Primera Divisió d'Egipte | Zamalek SC | Egipte | 1965 |
| Copa d'Egipte            | Zamalek SC | Egipte | 1959 |
| Copa d'Egipte            | Zamalek SC | Egipte | 1960 |
| Copa d'Egipte            | Zamalek SC | Egipte | 1964 |